# Wyżyna Libijska
Wyżyna Libijska – wyżyna w północnej Afryce, na terenie Libii i Egiptu, wznosząca się do 200 m n.p.m. i zbudowana głównie ze skał wapiennych. Od południa jest ograniczana przez Kotlinę Libijską. Leży w odległości do 250 km od wybrzeża Morza Śródziemnego. Jest piaszczysta i niezamieszkana, ale w jej pobliżu znajduje się oaza Siwa. Na południowy wschód od wyżyny znajduje się najgłębsza depresja Egiptu, Kattara (133 m p.p.m.).